# 日本原子力技術協会
一般社団法人日本原子力技術協会（にほんげんしりょくぎじゅつきょうかい、略称 原技協、英語名 " Japan Nuclear Technology Institute "）は、原子力事業者から独立して、技術基盤の整備、自主保安活動の促進をはかり、原子力産業界を支援・リードすることをめざして、2005年に設立された一般社団法人。

## 概要
- 設立：2005年3月15日
- 所在地：東京都港区芝4丁目2番3号　NOF芝ビル7階
- 役員：理事長 藤江孝夫、専務理事 百々隆、理事4名、非常勤理事3名、監事2名、最高顧問 石川迪夫
- 常勤役職員数：94名（2011年2月現在）[2]
- 会員：プラントメーカー、原子燃料加工メーカー、建設会社、電力会社、公益法人など122社（2011年4月1日現在）[3]